# Pan Haitian
Pan Haitian (chinesisch 潘海天, Pinyin Pān Hǎitiān; * 23. März 1975) ist ein chinesischer Schriftsteller.

## Leben
Pan Haitian studierte Architektur an der Tsinghua-Universität.

## Bibliographie (Auswahl)
- 克隆之城, kèlóng zhī chéng [„Stadt der Klone“], dritter Platz beim Galaxy Award 1996.[2]
- 我们脚下的土地, wǒmen jiǎoxià de tǔdì [„Land unter unseren Füßen“], veröffentlicht im Jahr 1997.
- 偃师传说, yǎnshī chuánshuō [„Legende von Yanshi“], dritter Platz beim Galaxy Award 1996.[2]
- 黑暗中归来, hēi’àn zhōng guīlái [„Rückkehr aus der Dunkelheit“], zweiter Platz beim Galaxy Award 1996.[2]
- 大角，快跑, dàjiǎo, kuài pǎo [„Klaxon Sounds, Swift Retreat“], ausgezeichnet mit dem Galaxy Award 2001.[2]
- 饿塔, è tǎ [„Land unter unseren Füßen“], veröffentlicht im Jahr 2003, Leserpreis beim Galaxy Award 2003.[2]
- 永恒之城, yǒnghéng zhī chéng [„Land unter unseren Füßen“], veröffentlicht im Jahr 2004.
- City of Eternity, veröffentlicht im Jahr 2021.
- Hanuman the Monkey King, veröffentlicht 2022.
- Dead Man, Awake, Sing to the Sun!, veröffentlicht im Jahr 2022.